# Laser Ghost
Laser Ghost è un videogioco arcade di genere sparatutto sviluppato nel 1989 da SEGA per Sega System 18. Del gioco è stata realizzata nel 1991 una conversione per Sega Master System.

## Trama
Basato su Ghostbusters e Poltergeist, i protagonisti di Laser Ghost sono tre acchiappafantasmi che devono salvare una bambina rapita da creatura demoniaca e proteggere la metropoli dai fantasmi. Nella versione per Sega Master System il giocatore deve proteggere una ragazza bionda di nome Catherine, tenuta prigioniera nel seminterrato di White Manor, la cui anima è stata rubata e trasportata nella città fantasma di Ghost City.

## Modalità di gioco
La versione per Sega Master System si articola in sette livelli. Nella conversione per console è possibile utilizzare sia il Sega Control Pad che il Sega Light Phaser.